# Tomas Kalinauskas
Tomas Kalinauskas (27 aprile 2000) è un calciatore lituano, centrocampista del Kalmar in prestito dal Burton Albion.

## Carriera

### Club
Formatosi calcisticamente nella Conquest Football Academy, nel 2020 ha giocato con i dilettanti di Hayes & Yeading Utd e Farnborough. Nel 2021 è stato acquistato dal Barnsley, che l'anno successivo lo ha ceduto in prestito all'AFC Wimbledon, in Football League One. Nel settembre del 2022 è stato nuovamente prestato, questa volta all'Havant & Waterlooville, in sesta divisione. Ha debuttato in National League South il 14 settembre 2022 contro l'Hungerford Town, segnando anche il gol del definitivo 4-1 per gli Hawks.

### Nazionale
Dopo aver rappresentato le nazionali giovanili lituane Under-19 ed Under-21, nel settembre del 2022 è stato convocato per la prima volta in nazionale maggiore.
Il 25 settembre 2022 ha esordito con la nazionale maggiore, disputando l'incontro perso per 1-0 contro il Lussemburgo, valido per la UEFA Nations League 2022-2023.

## Statistiche

### Presenze e reti nei club
Statistiche aggiornate al 25 settembre 2022.
| Stagione        | Squadra                | Campionato      | Campionato | Campionato | Coppe nazionali | Coppe nazionali | Coppe nazionali | Coppe continentali | Coppe continentali | Coppe continentali | Altre coppe | Altre coppe | Altre coppe | Totale | Totale |
| Stagione        | Squadra                | Comp            | Pres       | Reti       | Comp            | Pres            | Reti            | Comp               | Pres               | Reti               | Comp        | Pres        | Reti        | Pres   | Reti   |
| --------------- | ---------------------- | --------------- | ---------- | ---------- | --------------- | --------------- | --------------- | ------------------ | ------------------ | ------------------ | ----------- | ----------- | ----------- | ------ | ------ |
| gen.-mag. 2022  | AFC Wimbledon          | FL1             | 2          | 0          | FACup+CdL       | -               | -               |                    | -                  | -                  | FLT         | -           | -           | 2      | 0      |
| 2022-2023       | Havant & Waterlooville | NLS             | 1          | 1          | FACup           | 0               | 0               |                    | -                  | -                  | FAT         | 0           | 0           | 1      | 1      |
| Totale carriera | Totale carriera        | Totale carriera | 3          | 1          |                 | 0               | 0               |                    | -                  | -                  |             | 0           | 0           | 3      | 1      |

### Cronologia presenze e reti in nazionale
| Cronologia completa delle presenze e delle reti in nazionale ― Lituania | Cronologia completa delle presenze e delle reti in nazionale ― Lituania | Cronologia completa delle presenze e delle reti in nazionale ― Lituania | Cronologia completa delle presenze e delle reti in nazionale ― Lituania | Cronologia completa delle presenze e delle reti in nazionale ― Lituania | Cronologia completa delle presenze e delle reti in nazionale ― Lituania | Cronologia completa delle presenze e delle reti in nazionale ― Lituania | Cronologia completa delle presenze e delle reti in nazionale ― Lituania |
| Data                                                                    | Città                                                                   | In casa                                                                 | Risultato                                                               | Ospiti                                                                  | Competizione                                                            | Reti                                                                    | Note                                                                    |
| ----------------------------------------------------------------------- | ----------------------------------------------------------------------- | ----------------------------------------------------------------------- | ----------------------------------------------------------------------- | ----------------------------------------------------------------------- | ----------------------------------------------------------------------- | ----------------------------------------------------------------------- | ----------------------------------------------------------------------- |
| 25-9-2022                                                               | Lussemburgo                                                             | Lussemburgo                                                             | 1 – 0                                                                   | Lituania                                                                | UEFA Nations League 2022-2023 - 1º turno                                | -                                                                       | 43’                                                                     |
| 19-11-2022                                                              | Tallinn                                                                 | Estonia                                                                 | 2 – 0                                                                   | Lituania                                                                | Coppa del Baltico 2022                                                  | -                                                                       | 46’                                                                     |
| 6-9-2024                                                                | Marijampolė                                                             | Lituania                                                                | 0 – 1                                                                   | Cipro                                                                   | UEFA Nations League 2024-2025 - 1º turno                                | -                                                                       | 61’ 68’                                                                 |
| 9-9-2024                                                                | Bucarest                                                                | Romania                                                                 | 3 – 1                                                                   | Lituania                                                                | UEFA Nations League 2024-2025 - 1º turno                                | -                                                                       | 76’                                                                     |
| 15-11-2024                                                              | Larnaca                                                                 | Cipro                                                                   | 2 – 1                                                                   | Lituania                                                                | UEFA Nations League 2024-2025 - 1º turno                                | -                                                                       | 46’                                                                     |
| Totale                                                                  |                                                                         | Presenze                                                                | 5                                                                       |                                                                         | Reti                                                                    | 0                                                                       |                                                                         |